# Juania
Juania é um género botânico pertencente à família Arecaceae.